# Myrmekophilie
Mit Myrmekophilie bezeichnet man in der Ökologie die Bindung einer Art an Ameisen.

## Myrmekophile Pflanzen
In der Botanik wird Myrmekophilie als ein Oberbegriff für Assoziationen von Ameisen und Pflanzenarten gebraucht, bei der die Pflanze ausschließlich Ameisen anlockt. Myrmekophile Pflanzen profitieren auf verschiedene Weise von der Beziehung.
- Samenausbreitung. Viele Pflanzenarten besitzen Samen mit speziellen Organen, z. B. Elaiosomen, die speziell der Ausbreitung durch Ameisen dienen. Dies wird als Myrmekochorie bezeichnet.
- Bestäubung. Im Gegensatz zu anderen Hautflüglern, vor allem den Bienen, ist Bestäubung von Pflanzen durch Ameisen eher selten.[2][3] Von Ameisen bestäubte Arten weisen nur wenige besondere Anpassungen auf. Oft sind Ameisen eher opportunistische oder Zufallsbestäuber, können aber dennoch bei einer Reihe von Arten regional von Bedeutung sein.[4] Eine tropische Orchideenart lockt Ameisenmännchen an, indem sie Weibchen derselben Art nachahmt. Das Männchen bestäubt die Blüte durch Pseudokopulation.[5] Aufgrund der Seltenheit und der meist unspezifischen Blütenform hat sich für Bestäubung durch Ameisen kein besonderer Fachausdruck etabliert.

Neben den Lockstoffen erhalten die Ameisen im Gegenzug Schutz. Zahlreiche tropische Pflanzenarten bieten Ameisen besondere Hohlräume, die als Domatien bezeichnet werden, als Nistgelegenheiten. Außerdem bieten (dieselben oder andere) Pflanzen extraflorale Nektarien, die von Ameisen zur Nahrungsgewinnung aufgesucht werden. Die Pflanzenpartner der Gemeinschaft werden oft als Myrmecophyten bezeichnet.

## Myrmekophile Tiere
Bei einigen Tierarten besteht ebenfalls ein myrmekophiles Reproduktionsverhalten. Man bezeichnet sie daher als Myrmekophile.
Man unterscheidet dabei Arten, die Mimese betreiben, also über ein ameisenähnliches Äußeres verfügen, und andere, die über Lockstoffe (Pheromone) und die Abgabe zuckerhaltiger Ausscheidungen attraktiv für die Wirtsameisen scheinen. Bei beiden wäre ebenfalls zu unterscheiden nach symbiotischer und parasitärer Lebensweise. Meist hat das Ameisenvolk eine Schutzfunktion für die myrmekophile Spezies.
Am häufigsten sind Kurzflügler (Staphylinidae) als Ameisengäste zu finden.
Die Ameisengrille lebt in Ameisenbauten, ebenso verschiedene Ameisenspinnen.
Verschiedene Schmetterlinge aus der Familie der Bläulinge (Lycaenidae) sind teilweise von Ameisenarten und einer speziellen Pflanzenart abhängig, was sie in zwei Faktoren anfällig für Extinktion macht. Sie leben als Raupe symbiotisch oder parasitär in Ameisenbauten.

### Kategorien
Man unterscheidet verschiedene Kategorien der Myrmekophilie, abhängig vom Verhältnis der Gastart zu den Ameisenwirten. Heutzutage sind diese Kategorien allerdings in der Diskussion, da myrmekophile Arten oft in mehrere dieser Kategorien passen.
- Trophobiose: Die Ameisen leben von den Absonderungen der anderen Art (z. B. vom Honigtau der Läuse).
- Symphilie: Gastverhältnis. Die Ameisen pflegen die Gastart (z. B. den Käfer Claviger longicornis), weil sie begehrte Sekrete absondert. Der Nutzen für die Ameisen ist allerdings zweifelhaft, da die Gastart sich häufig von den Ameisenwirten ernährt.
- Probiose: Die beiden Arten leben ohne gegenseitigen Nutzen zusammen. Der myrmecophile Gast beachtet die Ameisen nicht weiter.
- Synechthrie: Die Ameisen werden von ihren Gästen gejagt und gefressen (Feindverhältnis).